# Eduardo Souza
Jorge Eduardo Gomes de Souza, mais conhecido como Eduardo Souza ou simplesmente Eduardo (São Pedro da Aldeia, 24 de março de 1965) é um ex-futebolista brasileiro, que atuava como lateral-esquerdo.

## Carreira
Filho de pai caminhoneiro e mãe dona de casa, pouco tempo depois de ter deixado os campos de futebol amador em São Pedro da Aldeia, despontou rapidamente em 1986 pelo Fluminense, no time campeão da Copa São Paulo de Juniores. Na base do Fluminense ainda conquistou o Campeonato Carioca no juvenil.
No mesmo ano, subiu ao time principal e assumiu a titularidade na equipe principal do Flu imediatamente após a saída de Branco para o Brescia, da Itália. Entre 1986 e 1989, foi o titular da lateral-esquerda do Fluminense.
Em 1987, começou a ser convocado para a Seleção Brasileira e naquele ano fez parte do título do Pré-Olímpico disputado na Bolívia.
Em 1988, não se transferiu para o Benfica, de Portugal, por conta do mau comportamento longe dos gramados.
Em 1989, após ser titular em alguns amistosos com a Seleção Brasileira principal, deixou o Fluminense e se transferiu para o Cruzeiro.
Em 1990, ficou de fora da lista final de convocados do técnico do Brasil, Sebastião Lazaroni, para a Copa do Mundo da Itália.
Retornou ao Rio de Janeiro, agora ao Vasco da Gama, através de uma troca com Boiadeiro. Estreou em 26 de janeiro de 1991, em amistoso contra o Tupi (MG), que terminou em 1x1. Pelo clube, foi Campeão Carioca em 1992.
No período em que defendeu o Grêmio, era chamado de Eduardo Souza.
Após a conquista do Gauchão, em 1993, disputou o Campeonato Brasileiro pelo Santos.
No primeiro semestre de 1994, atuou pelo Botafogo e no segundo retornou ao Fluminense.
Atuou ainda por várias equipes, tais como Ponte Preta, Madureira, Volta Redonda e Cabofriense.
Vestiu a camisa do Friburguense entre 1998 e 2004 e esteve presente nas duas melhores campanhas do clube na elite do estadual (as quartas colocações em 1999 e 2004), sendo considerado o maior ídolo do clube por muitos torcedores.
Atualmente, atua como técnico dos juniores do Friburguense.

## Títulos
Fluminense
- Copa São Paulo de Futebol Júnior: 1986
- Torneio de Paris: 1987
- Copa Kirin: 1987

Vasco da Gama
- Torneio da Amizade (África): 1991
- Taça Guanabara: 1992
- Taça Rio: 1992
- Campeonato Carioca: 1992
- Copa Rio Estadual: 1992

Cruzeiro
- Campeonato Mineiro: 1990

Grêmio
- Campeonato Gaúcho: 1993

Seleção Brasileira
- Torneio Pré-olimpico: 1987